# Národní buditelé
Národní buditelé je označení pro osobnosti v dějinách určitého národa, které usilovaly o probuzení národního sebevědomí v obdobích, kdy byl dotyčný národ jazykově, kulturně nebo politicky utlačován, omezován nebo znevýhodňován odlišnou vládnoucí jazykovou či kulturní skupinou. 

## Čeští národní buditelé
Mezi české národní buditele jsou řazeni např. Josef Dobrovský, Josef Jungmann, František Palacký a desítky dalších osobností českého národního obrození 18. a  1. poloviny 19. století.

## Národní buditelé jiných národů
- Na Slovensku je za národní buditele považována skupina osobností soustředěná kolem Ludovíta Štúra.[2]
- Litevským předním národním buditelem je Dr. Jonas Basanavičius (1851-1927)
- Za národní buditele jsou považovány osobnosti více národů, které žily pod tureckou nadvládou:
  - Mezi bulharské národní buditele patří např. básníci Ivan Vazov a Christo Botev